# پووت
پووت (به بلغاری: Povet) یک منطقهٔ مسکونی در بلغارستان است که در شهرستان کاردژالی واقع شده است.